# Castelsardo
Castelsardo (sardisk: Calthèddu, CastèdduSardu) er en by og en kommune (comune) i provinsen Sassari i regionen Sardinien i Italien. Byen ligger i 114 meters højde og har 5.954 indbyggere (2016). Kommunen har et areal på 43,34 km² og grænser til kommunerne Sedini, Sorso, Tergu og Valledoria.